# Modern Rituals
Modern Rituals är ett album av det amerikanska rockbandet Chief. Den släpptes år 2010 och är bandets debutskiva. Skivan spelades in i The Boat Studios i den amerikanska staden Los Angeles.  

## Låtlista
Alla låtar är skrivna av medlemmarna i Chief.
1. "The Minute I Saw It" - 3:46
2. "Nothing's Wrong" - 4:41
3. "Wait For You" - 3:42
4. "This Land" - 4:02
5. "Breaking Walls" - 4:33
6. "In The Valley" - 4:23
7. "Stealing" - 3:34
8. "You Tell Me" - 3:28
9. "Summer's Day" - 4:00
10. "Irish Song" - 3:35
11. "Night & Day" - 3:46